# فريدي شميت
فريدي شميت (بالإنجليزية: Freddy Schmidt)‏ هو لاعب كرة قاعدة أمريكي، ولد في 9 فبراير 1916 في هارتفورد في الولايات المتحدة، وتوفي في 17 نوفمبر 2012 في ويند غاب في الولايات المتحدة.

## وصلات خارجية
- فريدي شميت على موقع دوري كرة القاعدة الرئيسي (الإنجليزية)
- فريدي شميت على موقعبيزبول رفرنس.كوم (الدوري الرئيسي) (الإنجليزية)
- فريدي شميت على موقعبيزبول رفرنس.كوم (الدوري الثانوي) (الإنجليزية)